# Куриная нога
Куриная нога (лат. Aporrhais pesgallinae) — вид морских брюхоногих моллюсков из семейства Aporrhaidae.

## Описание
Размеры раковины 35—55 мм. Высота раковины до 55 мм. Раковина прочная, высококонической формы, толстостенная, с приподнятым завитком и несколько расширенным последним оборотом. Длина самого крупного почти равна высоте самой раковины. Обороты раковины угловатые, умеренно выпуклые. Спиральная скульптура раковины представлена 1—2 широкими выпуклыми ребрами в центральной части оборотов, а также многочисленными узкими ребрышками. Внутренняя губа устья расширенная, отвернутая наружу. Внешняя губа утолщена, несет на себе четыре длинных тонких шипа. На верхних оборотах раковины имеются вертикальные ребра. Зародышевая раковина гладкая. Сифональный вырост длинный, узкий с узким каналом. Окраска раковины белая, желтоватая, оранжеватая или светло-коричневая. Устье раковины белого цвета или желтоватое.

## Ареал
Моллюск встречается на илистых грунтах у берегов Западной Африки: от Марокко до Гвинеи.

## Образ жизни
Населяет глубины 10—80 метров. Основу рациона составляет органический детрит и диатомовые водоросли, которые моллюск собирает с поверхности грунта.